# Куроптевская
Куроптевская — река в России, протекает по Мурманской области. Устье реки находится в 45 км по левому берегу реки Лосинги. Длина реки — 26 км, площадь водосборного бассейна — 158 км².
Берёт начало на южном склоне возвышенности Кейвы, в урочище Бабьи Кейвы. Высота устья — 165,4 м над уровнем моря.

## Притоки
От устья к истоку:
- Ратвэй (Лабаз) (лв)[3]
- ручей Куроптевский (пр)[3]
- ручей Верхний Куроптевский (пр)[3]

## Данные водного реестра
По данным государственного водного реестра России относится к Баренцево-Беломорскому бассейновому округу, водохозяйственный участок реки — река Поной. Речной бассейн реки — бассейны рек Кольского полуострова и Карелии, впадает в Белое море.
Код объекта в государственном водном реестре — 02020000112101000006299.